# آبل هيلث
آبل هيلث (بالإنجليزية: Health Apple)‏ هو تطبيق الأجهزة المحمولة للمعلوماتية الصحية الذي تم الإعلان عنه في 2 يونيو 2014 من قبل شركة أبل، في مؤتمر آبل العالمي للمطورين (WWDC)، التطبيق مضمن مع أجهزة آيفون وآي بود تاتش التي تعمل بنظام iOS 8 أو إصدار أحدث، وأبل واتش بدءًا من watchOS 1، يحتفظ التطبيق ببيانات صحية مثل قياس ضغط الدم ومستويات الجلوكوز، ولكنه يحتفظ أيضًا ببيانات التتبع المادي مثل عدد الخطوات.

## عن التطبيق
يحتوي التطبيق على أربع فئات رئيسية من البيانات
- النشاط
- اليقظة
- النوم
- التغذية

يمكن للتطبيق تخزين البيانات الصحية وبيانات التتبع والسجلات الطبية السريرية، ويقدم ملف تعريف يسمى «معرف طبي» للمستجيبين الأوائل ويمكن توصيله بأجهزة مختلفة وتطبيقات الطرف الثالث، يتم تخزين «المعرّف الطبي» داخل تطبيق هيلث، تم تصميم هذا لأول المستجيبين ويشارك في الحساسية والأدوية وفصيلة الدم وحالة التبرع بالأعضاء.

## تاريخ
اعتبارًا من يوليو 2016، كان مستخدمو iOS 10 أو أحدث في الولايات المتحدة قادرين على التسجيل ليكونوا متبرعين بالأعضاء والعين والأنسجة في تطبيق آبل هيلث.
في عام 2018، بدأت سلسلة أبل واتش 4 في تقديم قياس شخصي لتخطيط القلب ومراقبة صحة القلب، والتي سيتم تخزينها في تطبيق هيلث.
في عام 2019، تلقى تطبيق هيلث إعادة تصميم كجزء من iOS 13، مما سهل التنقل في التطبيق من خلال استبدال لوحة التحكم بعلامة تبويب ملخص ووضع كل شيء آخر ضمن علامة التبويب «تصفح»، على غرار علامة التبويب "Health Data" السابقة، كما تم توفير تتبع الدورة ومراقبة مستوى الضوضاء.
تعد «السجلات الصحية» من آبل مكانًا لتخزين سجلاتك السريرية الطبية، وهي متاحة إذا تم تسجيل شركة التأمين الصحي أو المستشفى في برنامج آبل هيلث.
اعتبارًا من عام 2020، تشمل أنواع البيانات المخزنة بواسطة تطبيق هيلث الخطوات، ومسافة المشي والجري، وتسلق الرحلات الجوية، ومعدل ضربات القلب، والتغذية، وتحليل النوم، وتقلب معدل ضربات القلب والوزن.
اعتبارًا من عام 2020، تشمل الأجهزة والأجهزة المتوافقة مع تطبيق هيلث، مدرب الموقف Upright Go 2، ومستشعر، ومراقب النوم، ومراقب ضغط الدم الذكي، ومقياس الحرارة، ومقاييس الوزن الذكية.

## السجلات الصحية الإلكترونية
في عام 2018، تم تقديم «السجلات الصحية» من آبل، والتي سمحت للمستخدمين باستخدام نظام iOS 11.3 أو أحدث لاستيراد سجلاتهم الطبية من الطبيب أو المستشفى.
في 6 يونيو 2019، أعلن مركز شمال لويزيانا الطبي عن شراكة مبكرة مع آبل للسماح بمشاركة السجلات الطبية السريرية من خلال التطبيق. بعد وقت قصير من بدء آبل في السماح للسجلات الصحية الإلكترونية المتوافقة (EHR) بالتسجيل الذاتي في مشروع "Health Records"، وشملت الشراكات الأخرى في عام 2019 .

## الموظفين
في يوليو 2018، عينت شركة آبل طبيب القلب الدكتور ألكسيس بيتي [الإنجليزية]، أثناء العمل على تكامل أبل واتش وهيلث.
في يونيو 2019، تم تعيين ديفيد سمولي، كبير مسؤولي المعلومات السابق لشركة الأدوية أسترازينيكا، كنائب لرئيس شركة آبل.
في أكتوبر 2019، انضم طبيب القلب السابق بالمركز الطبي بجامعة كولومبيا، الدكتور ديفيد تساي، إلى شركة آبل هيلث.

## واجهة برمجة التطبيقات
بعد إصدار iOS 8 في 17 سبتمبر 2014، قامت آبل بإزالة جميع التطبيقات المتوافقة مع هيلث كيت من متجر التطبيقات الخاص بها لإصلاح خطأ تسبب في حدوث مشكلات في الهاتف الخلوي ومعرف اللمس، ثم أعادت إصدار هيلث كيت، مع إصدار iOS 8.0.2، في 26 سبتمبر 2014.
اعتبارًا من فبراير 2017، باعت العديد من الشركات المصنعة بخلاف أبل الأجهزة التي تم تمكين هيلث كيت عليها.

## واجهات برمجة تطبيقات ResearchKit و CareKit
ResearchKit و CareKit هما إطاران برمجيان آخران متعلقان بالصحة قدمتهما شركة آبل للاستفادة بشكل أكبر من قدرات هيلث كيت، مما يسمح لمطوري البرامج بإنشاء تطبيقات لجمع الأبحاث الطبية وخطط الرعاية التالية، على التوالي. يمكن لكل من واجهات برمجة التطبيقات التفاعل مع التطبيق الصحي وتسهيل مشاركة المعلومات الصحية بين المرضى والأطباء.
قدمت آبل أيضًا تطبيقًا بحثيًا مستقلًا لأجهزة آي أو إس وووتش أو إس.